# Reed Sorenson
Bradley Reed Sorenson (Peachtree City, Georgia, 5 februari 1986) is een Amerikaans autocoureur die actief is in de NASCAR Sprint Cup en de NASCAR Nationwide Series.

## Carrière
Sorenson debuteerde in de toenmalige Busch Series in 2004. Hij won vier races in deze raceklasse, op de Nashville Superspeedway in 2005, op de Gateway International Raceway in 2005 en 2007 en op Road America in 2011. In 2005 debuteerde hij met twee races in de toenmalige NEXTEL Cup. Hij reed volledige seizoenen tussen 2006 en 2009 in de Sprint Cup en vanaf 2010 rijdt hij parttime in deze raceklasse. Zijn beste prestatie is een derde plaats tijdens de Pep Boys Auto 500 van 2007.

## Galerij

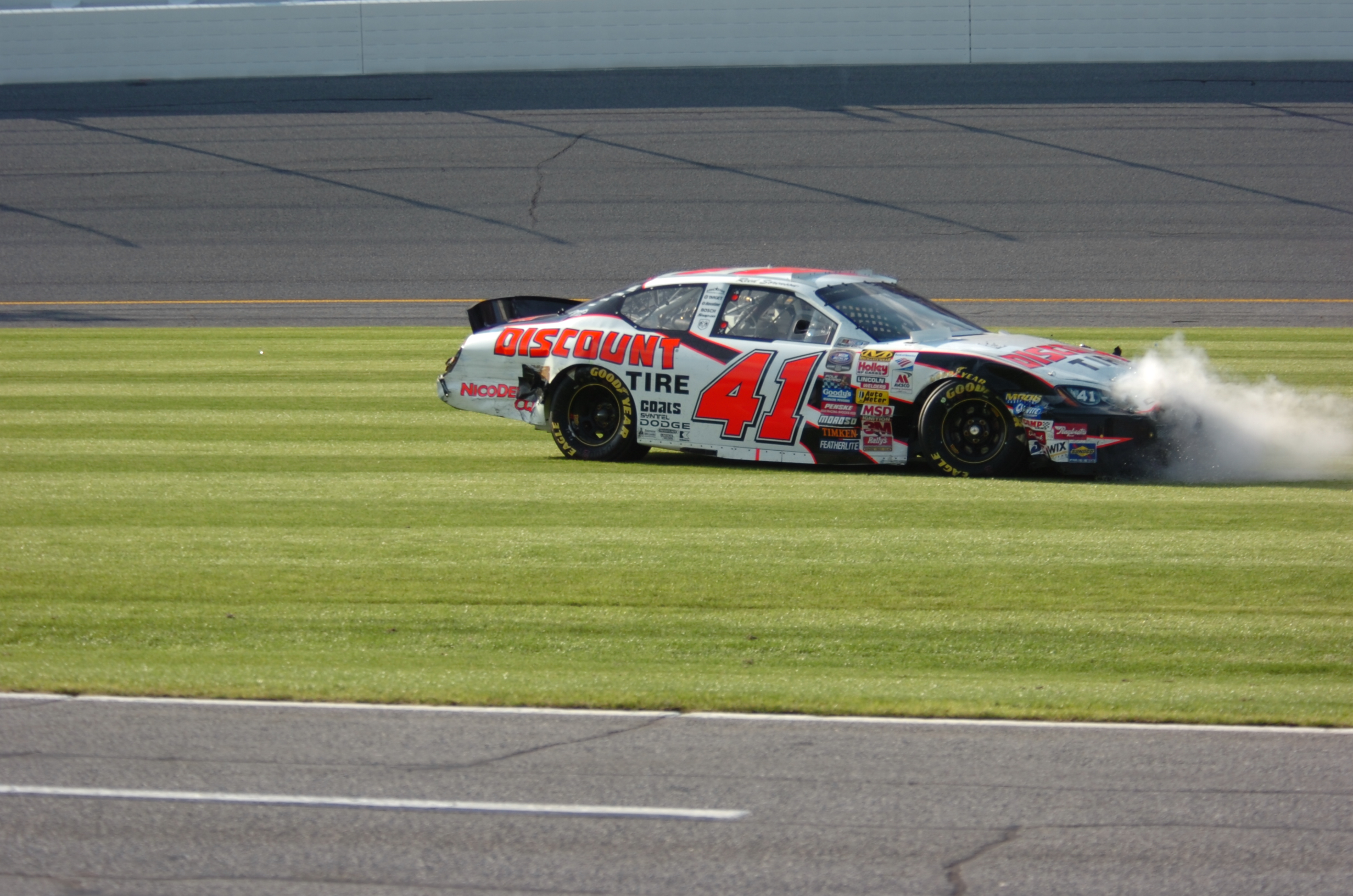
2006
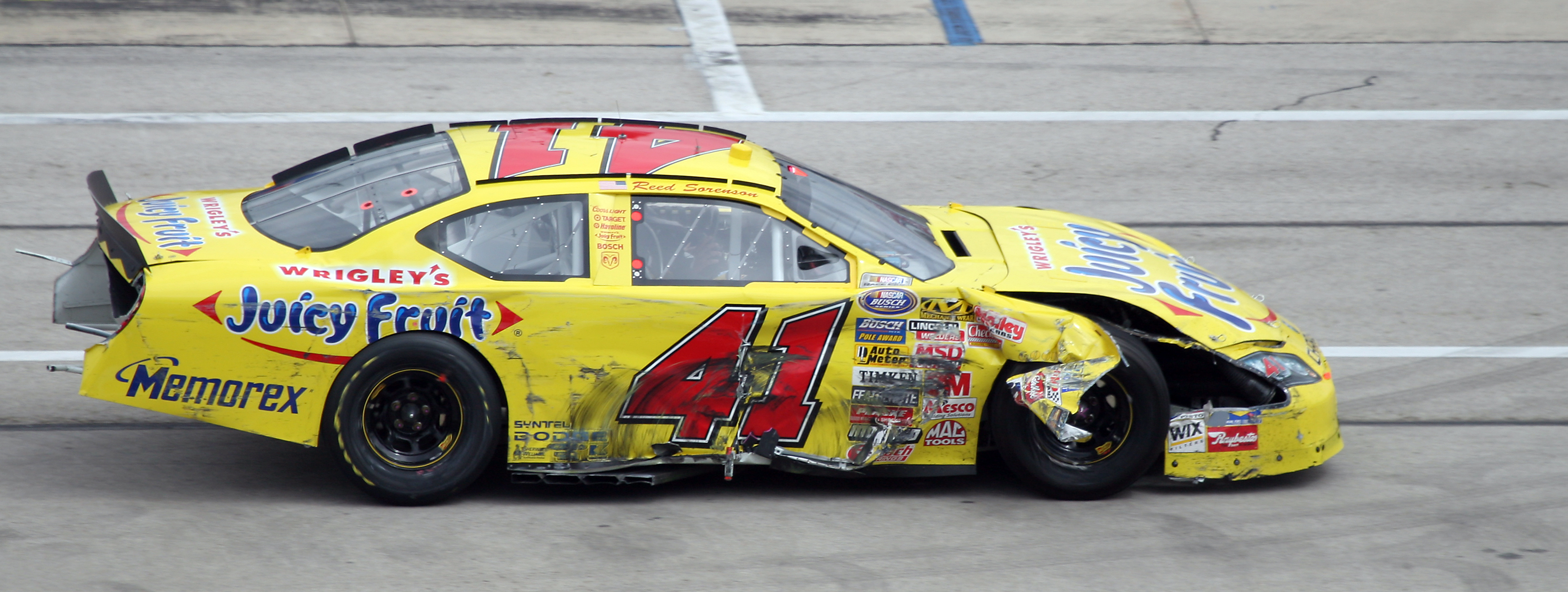
2007
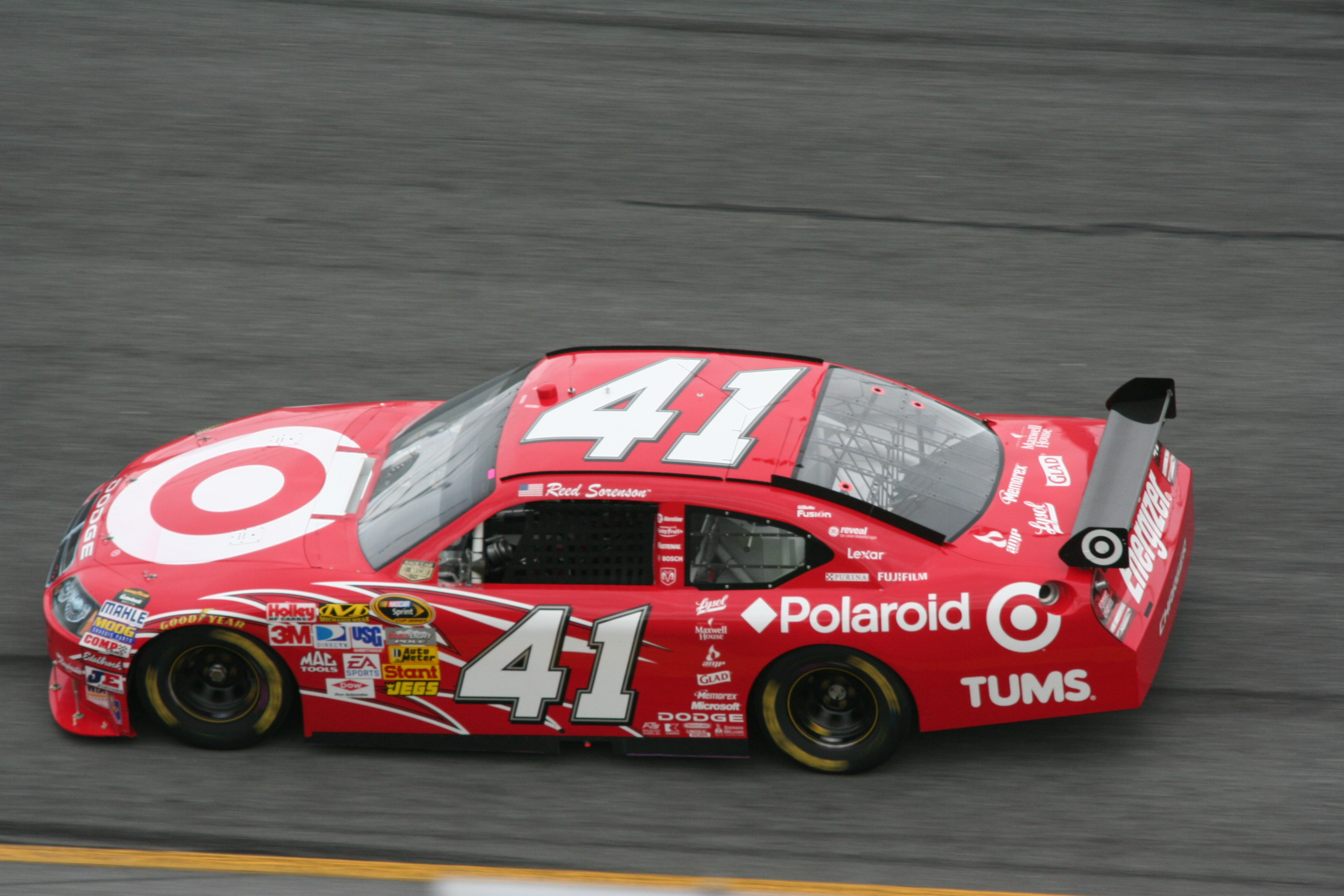
2008
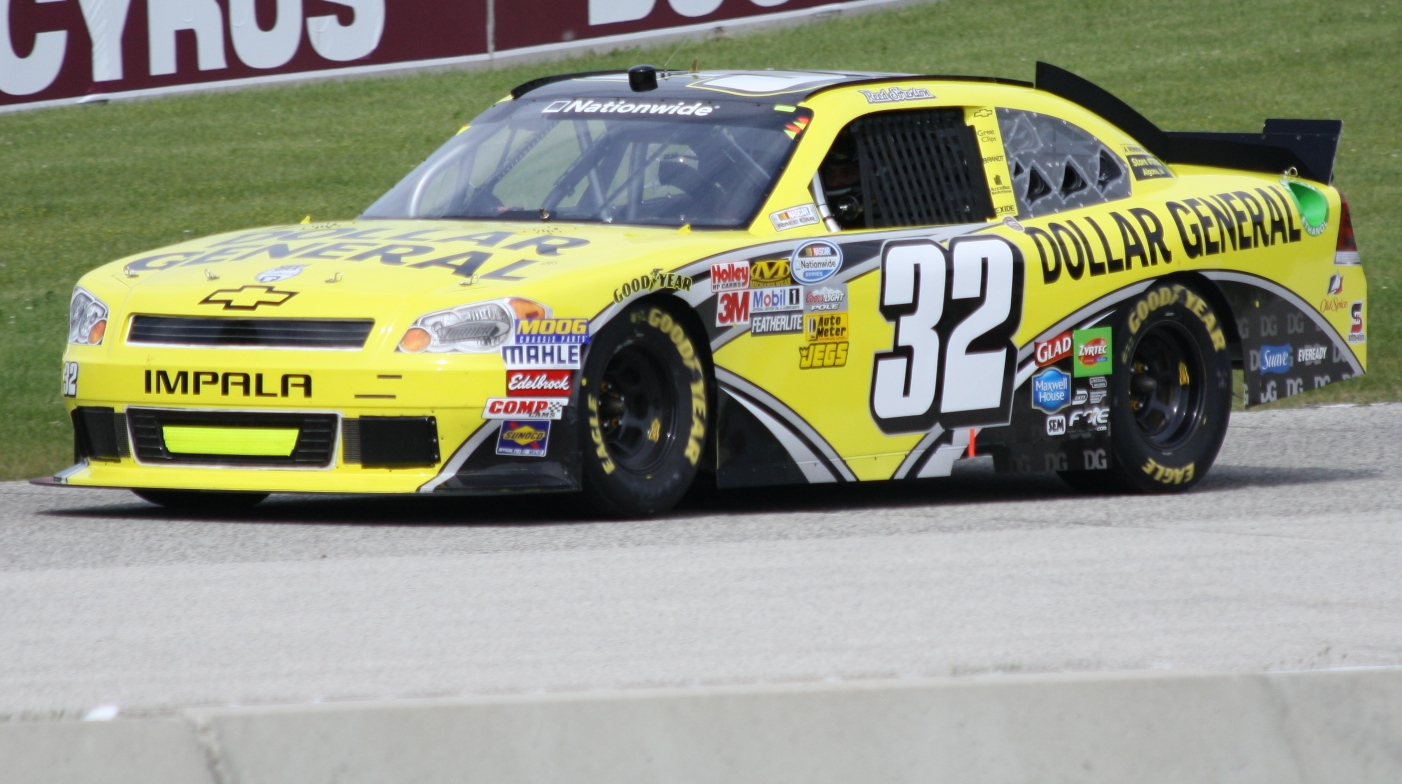
2011